# コヴェント・ガーデン駅
コヴェント・ガーデン駅 (コヴェント・ガーデンえき、英語: Covent Garden Station)はロンドン中心部コヴェント・ガーデンにあるロンドン地下鉄の鉄道駅である。ピカデリー線の列車が発着し、レスター・スクウェア駅とホルボーン駅の間に位置する。駅への出入口はLong AcreとJames Streetの交差点にある。トラベルカード・ゾーンは1。周辺にはファッションブランドの旗艦店、劇場、レストランが建ち並び、週末には大変混雑する駅である。

## 概要
コヴェント・ガーデン駅は1907年4月11日、グレート・ノーザン・ピカデリー・アンド・ブロンプトン鉄道の駅として、この路線の他の駅から4ヵ月遅れで開業した。現在のコヴェント・ガーデン駅はロンドン都心部の駅としてはエスカレーターを使用せず、リフトと階段のみでプラットホームまでアクセスする数少ない駅の一つである。このアクセス方法を取る駅としてはもっとも混雑している駅でもある。このような方式のため、2000年代前半までコヴェント・ガーデンが最も混雑する土曜日の午後には降車のみの駅となり、混雑を制限していた。しかし、リフトの改修を経て、このような制限は現在原則として実施されていない。改修された4つのリフトは乗客に地上からプラットホーム付近まで直接的なアクセスを提供するが、リフトの降り口からプラットホームまで階段がありバリアフリーではない。また緊急用に螺旋階段もあるが、とても狭く、角度も急で、すれ違うのも大変なほどである。
レスター・スクウェア駅とコヴェント・ガーデン駅との間はたった260メートルしかなく、これはロンドン地下鉄の駅間距離としては最小である。またホルボーン駅までも500メートル程度なので、これらの駅周辺にコヴェント・ガーデンから移動したい場合は、地下鉄をつかわず歩いた方が早い。この最小距離間、レスター・スクウェア駅からコヴェント・ガーデン駅までを通常の乗車券で乗車すると4ポンド必要である (2009年4月現在。片道チケットを現金で購入した場合）。これを1マイルあたりに換算すると24.84ポンドとなり、興味深いことに高級列車として知られるベニス・シンプロン・オリエント・エクスプレスの運賃よりも1マイルあたりでは高額となる。

## 近隣
- コヴェント・ガーデンの二つのマーケット (Apple Market and Jubilee Market)
- コヴェント・ガーデン周辺にあるファッションブランドの旗艦店。
- ロイヤル・オペラ・ハウス (Royal Opera House)：ロイヤル・バレエ団の本拠地。
- ロンドン交通博物館 (London Transport Museum)：ロンドンで使われた乗り物を展示する博物館。
- ドルリー・レーン劇場 (Drury Lane)：300年以上の歴史と英国国王の勅許を持つ劇場。
- サヴォイ劇場 (Savoy Theatre)：世界初の完全電灯照明を実現した劇場。
- フォーチューン劇場 (Fortune Theatre)：第一次世界大戦後初めてロンドンで建築された劇場。
- ケンブリッジ・シアター：1930年代開業。1200名以上を収容する。
- アデルフィ劇場 (Adelphi Theatre)：歌劇団受け入れ専門の劇場。1500名以上を収容。
- ライシーアム劇場 (Lyceum Theatre)：「ライオンキング」をロングラン公演中の、2000人以上を収容する劇場。
- ダッチェス劇場 (Duchess Theatre)：ロンドン最小規模、479名収容の劇場。
- ノヴェロー劇場 (Novello Theatre)：オールドウィッチ劇場とペアで建築された、1050名収容の劇場。
- オールドウィッチ劇場 (Aldwych Theatre)：ノヴェロー劇場とペアで建築された、1200名収容の劇場。
- ニュー・ロンドン劇場 (New London Theatre)：その名の通り1973年開業の新しい劇場。
- ドンマー・ウエアハウス劇場 (Donmar Warehouse)：ロンドン最小規模の279名収容の非営利劇場。
- ボードビル劇場 (Vaudeville Theatre)：ボードビルやレヴューで発展した劇場。

## ギャラリー

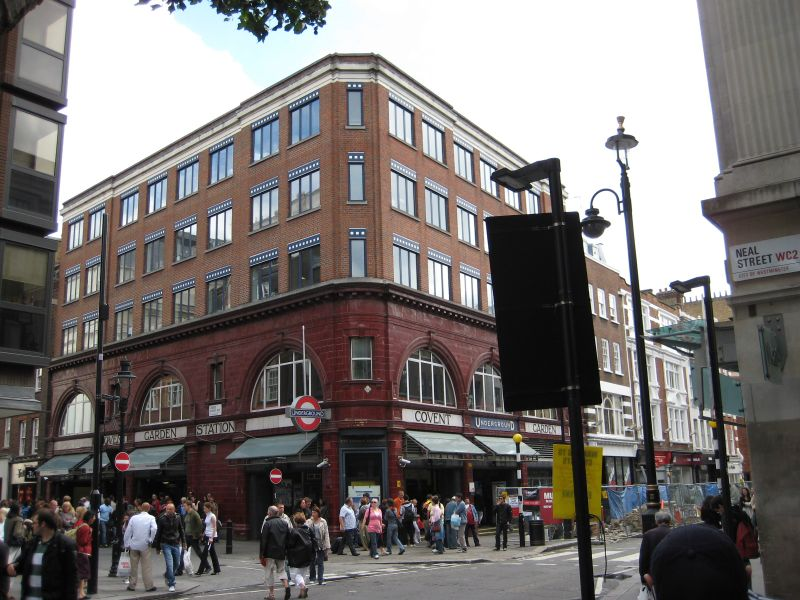
駅ビル
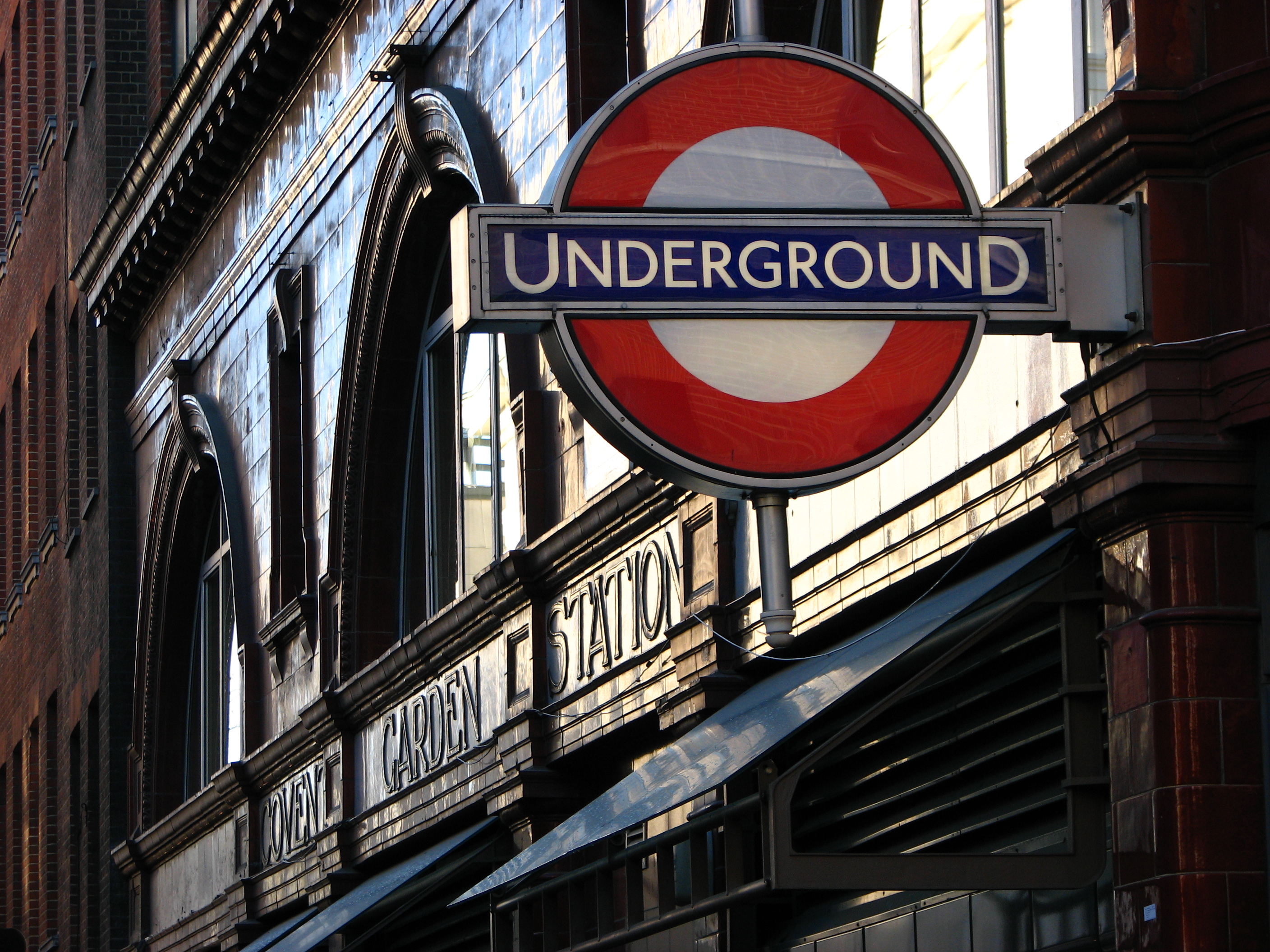
ファサード 1
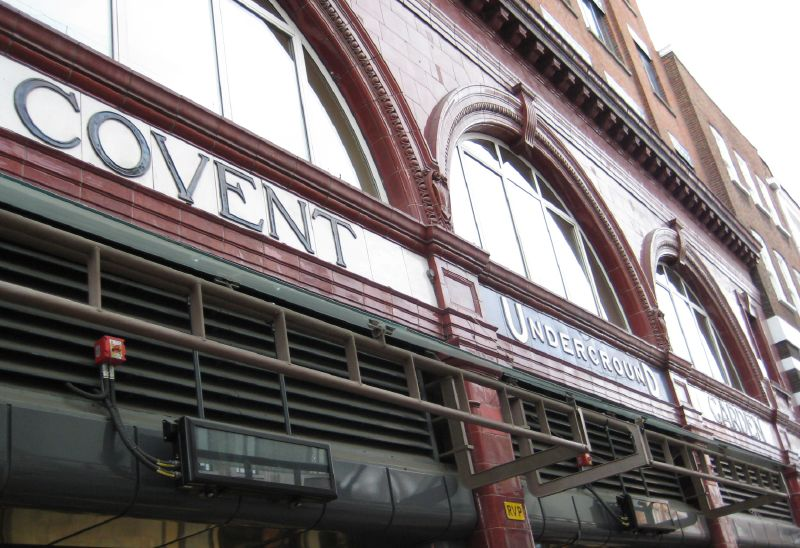
ファサード 2
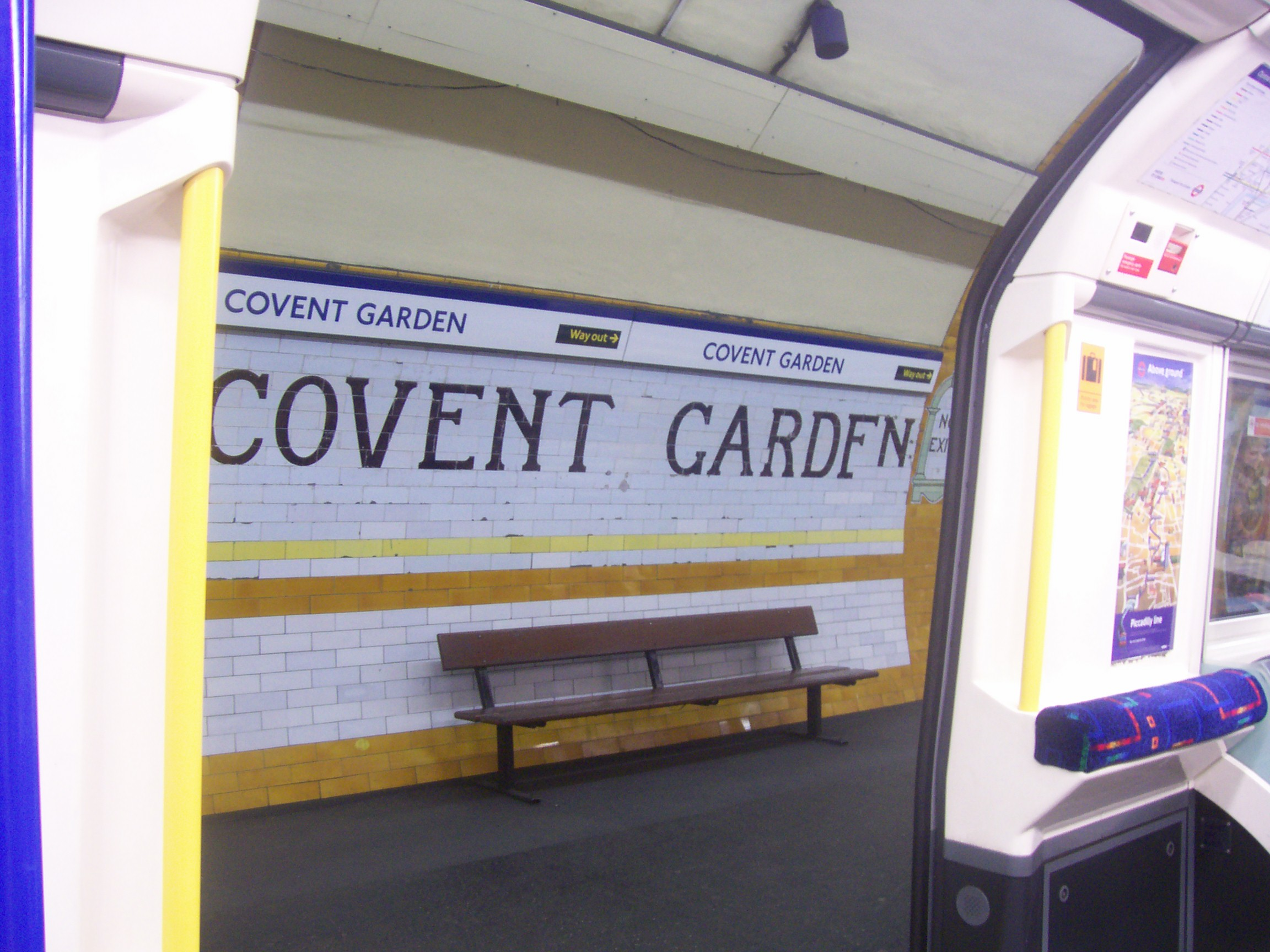
プラットホーム
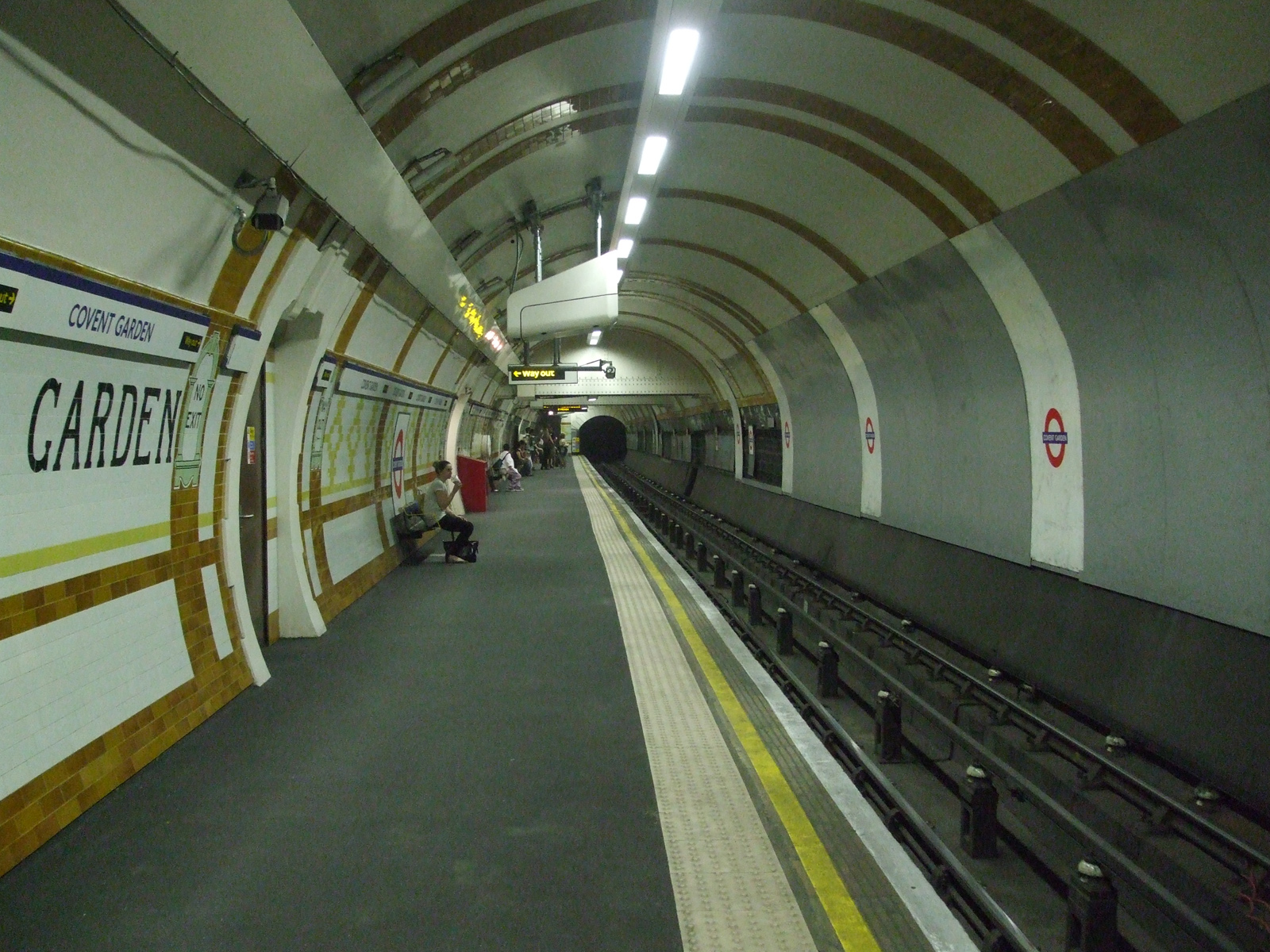
西行きホーム
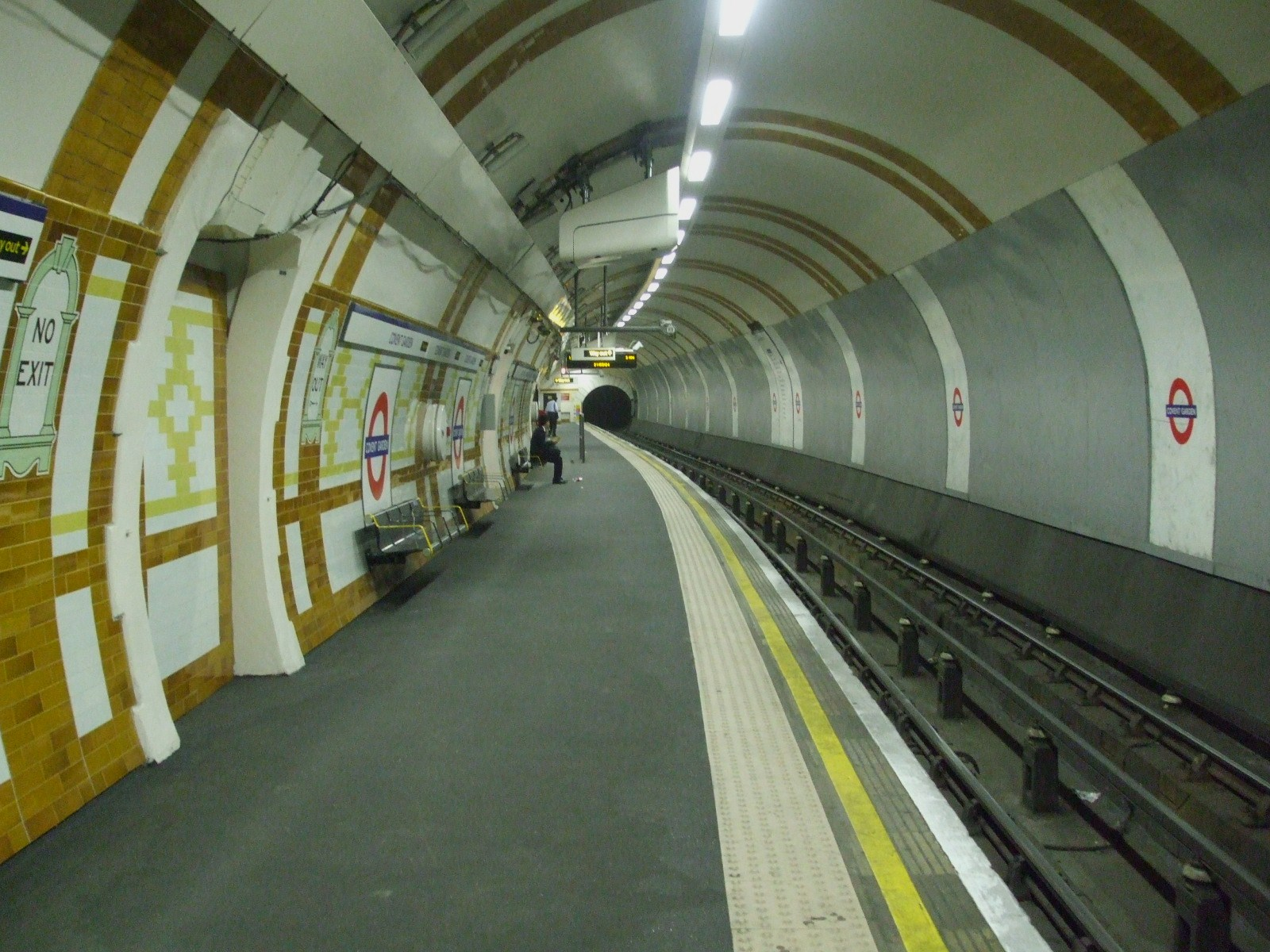
東行きホーム